# Campeonato Nacional de Futsal ANFP
El Campeonato Nacional de Futsal ANFP es la máxima competición de clubes de futsal de Chile. En la actualidad está conformado por dos divisiones: en la Primera División participan 11 clubes, en el Ascenso 11 también. Es organizada por la Asociación Nacional de Fútbol Profesional (ANFP), perteneciente a la Federación de Fútbol de Chile. Sus partidos se disputan mayoritariamente en recintos ubicados en la ciudad de Santiago.

## Historia
Se empezó a jugar en el año 2010. Ese año, el campeonato tomó gran importancia a nivel nacional y al ser transmitido por el CDF contó con la participación de muchos jugadores retirados como Francisco Huaiquipán por ejemplo.
En el año 2011 el campeonato no se realizó.
Los años 2012 y 2013 se repitió la tónica con Palestino campeón y Deportes Concepción como subcampeón. Ambos clasificados a las Copas Libertadores 2013 y 2014.
Por diversos motivos durante las temporadas 2014 y 2015 no se realizó el torneo.
En la temporada 2016, consiguió su primer título, Santiago Wanderers.
En la temporada 2017, válida por el Apertura 2017, consigue su primer título la Universidad de Chile al derrotar a Curicó Unido por 5-2.
En la temporada 2017, válida por el Clausura 2017, consigue su primer título Colo-Colo.
En la temporada 2018, válida por el Apertura 2018, consigue su segundo título Universidad de Chile al derrotar a Coquimbo Unido por 3-1.
A partir de la temporada 2019, se crea la Segunda División.
El año 2022, Fernandez Vial sub-17 consigue el 1er título en la categoría Futsal Sub-17 Masculino, de la mano del semillero CD VIKINGOS.
El año 2023, Santiago Wanderers consigue el Bicampeonato, al proclamarse campeón del Apertura y Clausura 2023 y sumando su cuarto título, alcanzando a  Universidad de Chile como el equipo con más títulos nacionales de Futsal y clasificándose a la Copa Libertadores.
El año 2024, Santiago Wanderers consigue el Tricampeonato, al proclamarse campeón del Apertura 2024, sumando así su quinto título y convirtiéndose en el equipo con mayor cantidad de títulos nacionales de Futsal.

## Primera División
La temporada se divide en 2 torneos: Apertura y Clausura. En ambos torneos se juega una fase regular donde los 11 clubes se enfrentan todos entre sí (10 jornadas), los 6 primeros clasificados pasan a la siguiente fase de playoffs. Los playoffs se disputan al mejor en 2 partidos. Los equipos que terminen en el décimo y undécimo lugar descenderán al Ascenso. 
El campeón de cada uno de los torneos disputa la Copa de Campeones, que clasifica a la Copa Libertadores del año siguiente.

### Equipos temporada Clausura 2025
| Club                 | Ciudad       | Región        |
| -------------------- | ------------ | ------------- |
| Cobreloa             | Santiago     | Metropolitana |
| Colo-Colo            | Santiago     | Metropolitana |
| Coquimbo Unido       | Santiago     | Metropolitana |
| Deportes Concepción  | Concepción   | Biobío        |
| Magallanes           | Santiago     | Metropolitana |
| O'Higgins            | Rancagua     | O'Higgins     |
| Punta Arenas         | Punta Arenas | Magallanes    |
| San Antonio Unido    | Santiago     | Metropolitana |
| San Luis             | Quillota     | Valparaíso    |
| Santiago Wanderers   | Valparaíso   | Valparaíso    |
| Universidad de Chile | Santiago     | Metropolitana |

### Palmarés

#### Campeonatos por año
| Año           | Campeón                  | Subcampeón           |
| ------------- | ------------------------ | -------------------- |
| 2010          | Unión Española (1)       | Universidad de Chile |
| 2012          | Palestino (1)            | Deportes Concepción  |
| 2013          | Palestino (2)            | Deportes Concepción  |
| 2016          | Santiago Wanderers (1)   | Universidad de Chile |
| Apertura 2017 | Universidad de Chile (1) | Curicó Unido         |
| Clausura 2017 | Colo-Colo (1)            | Coquimbo Unido       |
| Apertura 2018 | Universidad de Chile (2) | Coquimbo Unido       |
| Clausura 2018 | Deportes Melipilla (1)   | Magallanes           |
| Apertura 2019 | Santiago Wanderers (2)   | Universidad de Chile |
| Clausura 2019 | Universidad de Chile (3) | Santiago Wanderers   |
| 2021          | Universidad de Chile (4) | Deportes Recoleta    |
| Apertura 2022 | Deportes Recoleta (1)    | Universidad de Chile |
| Clausura 2022 | Colo-Colo (2)            | Universidad de Chile |
| Apertura 2023 | Santiago Wanderers (3)   | Colo-Colo            |
| Clausura 2023 | Santiago Wanderers (4)   | Magallanes           |
| Apertura 2024 | Santiago Wanderers (5)   | Universidad de Chile |
| Clausura 2024 | Colo-Colo (3)            | Coquimbo Unido       |
| Apertura 2025 | Colo-Colo (4)            | O'Higgins            |

#### Campeonatos por equipo
| Equipo              | Títulos | Subcampeonatos |
| ------------------- | ------- | -------------- |
| S. Wanderers        | 5       | 1              |
| U. de Chile         | 4       | 6              |
| Colo-Colo           | 4       | 1              |
| Deportes Recoleta   | 1       | 1              |
| Palestino           | 2       | 0              |
| Unión Española      | 1       | 0              |
| Deportes Melipilla  | 1       | 0              |
| Coquimbo Unido      | 0       | 3              |
| Deportes Concepción | 0       | 2              |
| Magallanes          | 0       | 2              |
| Curicó Unido        | 0       | 1              |
| O'Higgins           | 0       | 1              |

### Supercopa

#### Copas por club
| Club                      | Títulos |
| ------------------------- | ------- |
| Colo-Colo                 | 2       |
| Universidad de Chile      | 1       |
| Club de Deportes Recoleta | 1       |

### Copa Chile

#### Copas por club
| Club                 | Títulos |
| -------------------- | ------- |
| Universidad de Chile | 1       |
| Deportes Recoleta    | 1       |
| Santiago Wanderers   | 1       |

## Ascenso
Está compuesta por 11 clubes, que se enfrentan entre sí a doble vuelta. La temporada se divide en 2 torneos: Apertura y Clausura. En ambos torneos se juega una fase regular donde los clubes se enfrentan todos entre sí, los 2 primeros clasificados de cada grupo pasan a la siguiente fase de playoffs a ida y vuelta. Los equipos que culminen campeones ascenderán a la Primera División.

### Equipos temporada Clausura 2025
| Club                  | Ciudad       | Región        |
| --------------------- | ------------ | ------------- |
| Deportes Antofagasta  | Antofagasta  | Antofagasta   |
| Audax Italiano        | Santiago     | Metropolitana |
| Barnechea             | Santiago     | Metropolitana |
| Everton               | Viña del Mar | Valparaíso    |
| Deportes La Serena    | La Serena    | Coquimbo      |
| Deportes Limache      | Limache      | Valparaíso    |
| Deportes Puerto Montt | Puerto Montt | Los Lagos     |
| Deportes Recoleta     | Santiago     | Metropolitana |
| Rangers               | Talca        | Maule         |
| Deportes Santa Cruz   | Santa Cruz   | O'Higgns      |
| Santiago Morning      | Santiago     | Metropolitana |

### Palmarés

#### Campeonatos por equipo
| Equipo               | Títulos | Subcampeonatos |
| -------------------- | ------- | -------------- |
| Santiago Morning     | 1       | 1              |
| Punta Arenas         | 1       | 1              |
| Colo-Colo            | 1       | 0              |
| Recoleta             | 1       | 0              |
| Colchagua            | 1       | 0              |
| San Luis             | 1       | 0              |
| Everton              | 1       | 0              |
| Deportes Concepción  | 1       | 0              |
| Deportes Antofagasta | 0       | 2              |
| Cobreloa             | 0       | 2              |
| Deportes La Serena   | 0       | 1              |